# Эшенбах, Кристоф
Кристоф Э́шенбах (нем. Christoph Eschenbach; род. 20 февраля 1940, Бреслау) — немецкий пианист и дирижёр.

## Биография
Осиротел во время Второй мировой войны.
Учился в Гамбургской Высшей школе музыки у Элизы Хансен. В 1964 году записал первый диск (с произведениями Моцарта), в 1965 году стал первым лауреатом Международного конкурса пианистов имени Клары Хаскил (конкурс проводился во второй раз, но на первом конкурсе первая премия не была присуждена). После этого широко гастролировал по Европе и США.
В 1970-е годы Эшенбах постепенно переключился с исполнительства на дирижирование. Он брал уроки у Джорджа Селла с 1967 года (не говоря о постоянном творческом общении с Гербертом фон Караяном), дебютировал как дирижёр в 1972 году третьей симфонией Брукнера и в 1979 занял первый официальный пост — место главного дирижёра Филармонического оркестра земли Рейнланд-Пфальц (до 1981).
В дальнейшем Эшенбах возглавлял цюрихский оркестр Тонхалле (1982—1985), Хьюстонский симфонический оркестр (1988—1999), Оркестр северогерманского радио (1998—2004) и Филадельфийский оркестр (2003—2007) — этот последний период ознаменовался затяжным конфликтом с музыкантами и музыкальной критикой. В 2000—2010 годах Эшенбах руководил Оркестром Парижа.
Среди многочисленных записей в качестве дирижёра — произведения Антона Брукнера, Густава Малера (все симфонии), Альфреда Шнитке (все скрипичные концерты с Гидоном Кремером).
Как пианист Эшенбах особенно известен своими интерпретациями музыки Моцарта и Шуберта, а также выступлениями в дуэте с Цимоном Барто.